# Brezovac Dobroselski
Brezovac Dobroselski est un village situé dans le comitat de Lika-Senj, en Croatie. Le village est habité par des Serbes et comptait 3 habitants au recensement de 2001.